# Ninnie Asp
Ninnie Asp, född 1950, är en svensk silversmed.
Asp studerade vid Nyckelviksskolan i Stockholm 1967-1970 och har därefter drivit egen verksamhet som formgivare och silversmed. Asp är representerad vid bland annat Nationalmuseum